# Trzęsak dwuzarodnikowy
Phaeotremella simplex  (H.S. Jacks. & G.W. Martin) Millanes & Wedin, trzęsak dwuzarodnikowy – gatunek grzybów należący do rodziny trzęsakowatych (Tremellaceae).

## Systematyka i nazewnictwo
Pozycja w klasyfikacji według Index Fungorum: Phaeotremella, Tremellaceae, Tremellales, Incertae sedis, Tremellomycetes, Agaricomycotina, Basidiomycota, Fungi.
Nazwę polską nadał Władysław Wojewoda w 1977 r.

## Występowanie i siedlisko
Występuje w Europie i Ameryce Północnej. Władysław Wojewoda umieścił go na Czerwonej Liście jako gatunek w Polsce "wymierający - krytycznie zagrożony" (E), w swojej liście zanotował wystąpienia na Roztoczu oraz w Tatrzańskim Parku Narodowym. Gatunek rośnie w lasach, pasożytuje na owocnikach tarczówki bezkształtnej. 